# Don't Waste My Time
Don't Waste my Time è una canzone pubblicata nel 1986 dal musicista inglese Paul Hardcastle estratto come quarto singolo dall'album Paul Hardcastle.
Il pezzo è l'unico in tutto l'album in cui la voce di Carol Kenyon fa da padrona.
Il video mostra Hardcastle e Kenyon che suonano il brano su un tetto e poi all'interno di un palazzo.

## Formazione
- Paul Hardcastle - tutti gli strumenti
- Carol Kenyon - voce